# Tephrosia argyrolampra
Tephrosia argyrolampra är en ärtväxtart som beskrevs av Hermann August Theodor Harms. Tephrosia argyrolampra ingår i släktet Tephrosia och familjen ärtväxter. Inga underarter finns listade i Catalogue of Life.